# Robert Plutchik
Robert Plutchik, ameriški psiholog, * 21. oktober 1927, Brooklyn, New York, ZDA, † 29. april 2006, Sarasota, Florida, ZDA.
Še posebej se je posvetil raziskovanju čustev, samomorilnosti, nasilja in psihoterapevtskega procesa.